# Wereldkampioenschap superbike van Laguna Seca 2013
Het wereldkampioenschap superbike van Laguna Seca 2013 was de twaalfde ronde van het wereldkampioenschap superbike 2013. De races werden verreden op 28 en 29 september 2013 op Laguna Seca nabij Monterey, Californië, Verenigde Staten. Tijdens het weekend kwam enkel het WK superbike in actie, het wereldkampioenschap Supersport was niet aanwezig op het circuit.

## Superbike

### Race 1
De race, die gepland stond over een afstand van 26 ronden, werd na 6 ronden afgebroken vanwege een ongeluk van Danny Eslick. Later werd de race herstart over een lengte van 20 ronden, maar werd deze na 8 ronden opnieuw afgebroken vanwege een ongeluk van Roger Lee Hayden. Vervolgens werd de race opnieuw herstart over een lengte van 12 ronden.
| Pos | Nr | Rijder            | Constructeur | Rondes | Tijd              | Grid | Punten |
| --- | -- | ----------------- | ------------ | ------ | ----------------- | ---- | ------ |
| 1   | 66 | Tom Sykes         | Kawasaki     | 12     | 16:55.703         | 2    | 25     |
| 2   | 19 | Chaz Davies       | BMW          | 12     | +1.253            | 5    | 20     |
| 3   | 58 | Eugene Laverty    | Aprilia      | 12     | +2.454            | 3    | 16     |
| 4   | 33 | Marco Melandri    | BMW          | 12     | +2.650            | 7    | 13     |
| 5   | 50 | Sylvain Guintoli  | Aprilia      | 12     | +3.430            | 1    | 11     |
| 6   | 34 | Davide Giugliano  | Aprilia      | 12     | +3.584            | 6    | 10     |
| 7   | 16 | Jules Cluzel      | Suzuki       | 12     | +9.134            | 8    | 9      |
| 8   | 24 | Toni Elías        | Aprilia      | 12     | +11.252           | 15   | 8      |
| 9   | 86 | Ayrton Badovini   | Ducati       | 12     | +14.140           | 9    | 7      |
| 10  | 8  | Mark Aitchison    | Kawasaki     | 12     | +17.830           | 14   | 6      |
| 11  | 44 | David Salom       | Kawasaki     | 12     | +18.010           | 16   | 5      |
| 12  | 79 | Blake Young       | Suzuki       | 12     | +21.767           | 17   | 4      |
| 13  | 84 | Michel Fabrizio   | Honda        | 12     | +22.087           | 13   | 3      |
| 14  | 23 | Federico Sandi    | Kawasaki     | 12     | +32.837           | 18   | 2      |
| 15  | 31 | Vittorio Iannuzzo | BMW          | 12     | +34.267           | 19   | 1      |
| 16  | 14 | Glenn Allerton    | BMW          | 12     | +50.167           | 20   |        |
| DNF | 54 | Roger Lee Hayden  | Suzuki       | 7      | Ongeluk in race 2 | 10   |        |
| DNF | 91 | Leon Haslam       | Honda        | 6      | Ongeluk in race 2 | 12   |        |
| DNF | 59 | Niccolò Canepa    | Ducati       | 5      | Ongeluk in race 2 | 4    |        |
| DNF | 45 | Danny Eslick      | Suzuki       | 0      | Ongeluk in race 1 | 11   |        |

### Race 2
| Pos | Nr | Rijder            | Constructeur | Rondes | Tijd        | Grid | Punten |
| --- | -- | ----------------- | ------------ | ------ | ----------- | ---- | ------ |
| 1   | 58 | Eugene Laverty    | Aprilia      | 26     | 36:44.555   | 3    | 25     |
| 2   | 34 | Davide Giugliano  | Aprilia      | 26     | +0.112      | 6    | 20     |
| 3   | 33 | Marco Melandri    | BMW          | 26     | +2.051      | 7    | 16     |
| 4   | 66 | Tom Sykes         | Kawasaki     | 26     | +2.304      | 2    | 13     |
| 5   | 50 | Sylvain Guintoli  | Aprilia      | 26     | +2.959      | 1    | 11     |
| 6   | 16 | Jules Cluzel      | Suzuki       | 26     | +10.187     | 8    | 10     |
| 7   | 24 | Toni Elías        | Aprilia      | 26     | +17.789     | 15   | 9      |
| 8   | 54 | Roger Lee Hayden  | Suzuki       | 26     | +20.602     | 10   | 8      |
| 9   | 44 | David Salom       | Kawasaki     | 26     | +22.055     | 16   | 7      |
| 10  | 84 | Michel Fabrizio   | Honda        | 26     | +23.472     | 13   | 6      |
| 11  | 91 | Leon Haslam       | Honda        | 26     | +24.118     | 12   | 5      |
| 12  | 79 | Blake Young       | Suzuki       | 26     | +29.563     | 17   | 4      |
| 13  | 8  | Mark Aitchison    | Kawasaki     | 26     | +32.565     | 14   | 3      |
| 14  | 45 | Danny Eslick      | Suzuki       | 26     | +51.777     | 11   | 2      |
| 15  | 59 | Niccolò Canepa    | Ducati       | 26     | +1:05.824   | 4    | 1      |
| 16  | 31 | Vittorio Iannuzzo | BMW          | 26     | +1:23.892   | 19   |        |
| 17  | 14 | Glenn Allerton    | BMW          | 25     | +1 ronde    | 20   |        |
| DNF | 86 | Ayrton Badovini   | Ducati       | 18     | Ongeluk     | 9    |        |
| DNF | 19 | Chaz Davies       | BMW          | 2      | Uitgevallen | 5    |        |
| DNF | 23 | Federico Sandi    | Kawasaki     | 0      | Uitgevallen | 18   |        |

## Tussenstanden na wedstrijd

### Superbike
| Pos | Nr | Rijder           | Team     | Punten |
| --- | -- | ---------------- | -------- | ------ |
| 1   | 66 | Tom Sykes        | Kawasaki | 361    |
| 2   | 58 | Eugene Laverty   | Aprilia  | 338    |
| 3   | 50 | Sylvain Guintoli | Aprilia  | 337    |
| 4   | 33 | Marco Melandri   | BMW      | 319    |
| 5   | 19 | Chaz Davies      | BMW      | 259    |

1995 · 1996 · 1997 · 1998 · 1999 · 2000 · 2001 · 2002 · 2003 · 2004 · 2013 · 2014 · 2015 · 2016 · 2017 · 2018 · 2019